# David Schedlich
David Schedlich (* 1607 in St. Joachimsthal; † 11. November 1687 in Nürnberg) war ein deutscher Komponist und Organist.

## Leben und Wirken
David Schedlich war Sohn des St. Joachimthaler Spitalmeisters und späteren Bürgermeisters Andreas Schedlich. Sein Bruder Jacob (1591–1669) war ein Schüler Hans Leo Haßlers, bekannter Orgelbaumeister und 36 Jahre lang Bürgermeister seiner Heimatstadt.
Durch seine Heirat mit Johann Stadens Tochter Magdalena fand Schedlich 1631 Aufnahme in eine der bekanntesten Nürnberger Musikerfamilien. Ab 1632 wirkte er als Organist an der Nürnberger Frauenkirche und ab 1634 an der Spitalkirche. 1655 trat er die Nachfolge seines Schwagers Theophil Staden als Organist der St.-Lorenz-Kirche an. Er schuf diverse barocke Kompositionen. Besondere Beachtung finden seine geistlichen Lieder und Trauermusiken. Daneben entstanden auch einige kammermusikalische Werke.